# Tisia Valles
Tisia Valles est un système de vallées de la planète Mars couvrant 399 km à l'ouest du cratère Huygens et centré par 11,8° S et 45,7° E dans le quadrangle d'Iapygia.